# 忘了去懂你
《忘了去懂你》（英語：Forgetting to know you），是一部2013年中国戏剧片，由权聆导演，贾樟柯监制。该片是权聆的首次执导，于2013年第63届柏林电影节首映，但直到2014年8月29日才在内地发行。
该片设定及拍摄于重庆江津区郊区的白沙镇。在柏林国际电影节上，它的中文片名是《陌生》，但后来做了改动以符合英文片名之意。

## 人物
- 陶虹饰陈雪松，运营着一家住宅区附近的小商店
- 郭晓冬饰蔡伟航，陈的木匠丈夫，想开始做家具生意
- 张婉饰媛媛，陈、蔡年幼的女儿
- 王紫逸饰吴彦君，爱慕陈的的士司机
- 张一白饰杨九城，富有而出名的人，曾与陈为友

## 剧情
该片关于一对普通的工薪阶级夫妇的关系在压力下因缺乏信任和沟通而恶化。

## 反响
《好莱坞报道》的大卫·鲁尼表扬权聆的处女作“细致入微”，还补充道“陶虹对中心角色的表演使得它更吸引人”。《亚洲电影资讯》的德雷克·埃利给该片打了10分中的7分，称“该片被两位领衔主演变得引人入胜……（陶虹）简单地随着年龄渐入佳境，描绘出了一位仍然渴望比现在多得多的烦闷的妻子：服装、姿势、外貌使之成为能如此轻易过分成熟的表演。”

## 奖项
| 奖项                                     | 分类         | 个人   | 结果        |
| ---------------------------------------- | ------------ | ------ | ----------- |
| 2014年第十一届电影频道传媒大奖           | 最佳电影     |        | 提名        |
| 2014年第十一届电影频道传媒大奖           | 最佳编剧     | 权聆   | 提名        |
| 2014年第十一届电影频道传媒大奖           | 最佳新秀导演 | 权聆   | 提名        |
| 2014年第十一届电影频道传媒大奖           | 最佳女演员   | 陶虹   | 獲獎        |
| 2014年第十一届电影频道传媒大奖           | 最佳男演员   | 郭晓冬 | 提名        |
| 2014年第十一届电影频道传媒大奖           | 最佳助演     | 王紫逸 | 獲獎        |
| 2015年第六届《青年电影手册》             | 年度十大电影 |        | 獲獎        |
| 2015年第六届《青年电影手册》             | 最佳新秀导演 | 权聆   | 獲獎 (并列) |
| 2015年第六届《青年电影手册》             | 最佳女演员   | 陶虹   | 獲獎        |
| 2015年第六届《青年电影手册》             | 最佳男演员   | 郭晓冬 | 獲獎        |
| 2015年第六届中国电影导演协会年度表彰评选 | 最佳青年导演 | 权聆   | 提名        |
| 2015年第六届中国电影导演协会年度表彰评选 | 最佳女演员   | 陶虹   | 提名        |
| 2015 北京大学生电影节                    | 最佳女演员   | 陶虹   | 獲獎 (并列) |